# Chechar
Chechar là một đô thị thuộc tỉnh Khenchela, Algérie. Dân số thời điểm năm 2002 là 21.468 người.